# Municipio de Prairie (condado de Mahaska)
El municipio de Prairie (en inglés: Prairie Township) es un municipio ubicado en el condado de Mahaska en el estado estadounidense de Iowa. En el año 2010 tenía una población de 1671 habitantes y una densidad poblacional de 18,15 personas por km².

## Geografía
El municipio de Prairie se encuentra ubicado en las coordenadas 41°27′56″N 92°41′57″O / 41.46556, -92.69917. Según la Oficina del Censo de los Estados Unidos, el municipio tiene una superficie total de 92.07 km², de la cual 92,07 km² corresponden a tierra firme y (0 %) 0 km² es agua.

## Demografía
Según el censo de 2010, había 1671 personas residiendo en el municipio de Prairie. La densidad de población era de 18,15 hab./km². De los 1671 habitantes, el municipio de Prairie estaba compuesto por el 99,16 % blancos, el 0,06 % eran afroamericanos, el 0,3 % eran amerindios, el 0,06 % eran asiáticos y el 0,42 % eran de una mezcla de razas. Del total de la población el 0,48 % eran hispanos o latinos de cualquier raza.